# Alain Guiraudie
Alain Guiraudie, né le 15 juillet 1964 à Villefranche-de-Rouergue (Aveyron), est un réalisateur, scénariste et écrivain français.

## Biographie

### Carrière
Issu d'une famille d'agriculteurs, Alain Guiraudie se passionne très jeune pour la culture populaire.[C'est-à-dire ?]
En 1990, il réalise son premier court métrage, Les héros sont immortels, produit par le  GREC.
Dans un style picaresque et sur le ton du conte, il s'efforce de représenter la classe ouvrière comme dans le moyen métrage Ce vieux rêve qui bouge, lauréat du prix Jean-Vigo et présenté en 2001 à la Quinzaine des réalisateurs. Jean-Luc Godard parle à cette occasion du « meilleur film du Festival de Cannes ».
Filmant souvent dans le Sud-Ouest, Alain Guiraudie passe ensuite au long métrage avec Pas de repos pour les braves, Voici venu le temps, Le Roi de l'évasion (présenté à la 41e Quinzaine des réalisateurs lors du  Festival de Cannes 2009) et L'Inconnu du lac, sélectionné dans la section Un certain regard du Festival de Cannes 2013 et nommé 8 fois aux Césars dont pour le meilleur film et le meilleur réalisateur, qui ouvre sa carrière à un plus large public. Alain Guiraudie déclare que ce film est un aboutissement : il « [avait] envie de se confronter à [sa] propre sexualité ». L'affiche illustrée par Tom de Pékin provoque des manifestations de militants opposés au mariage pour tous. En 2016, son film Rester vertical fait partie de la sélection officielle du Festival de Cannes.
En mars 2017, il préside le jury de la 4e édition du Festival de courts métrages de Rennes, le Festival 7e Lune.
En août 2022, il est l'invité d'honneur des 38es Rencontres Cinéma de Gindou (46) au cours desquelles une rétrospective de ses films est programmée.
Il est de nouveau présent au Festival de Cannes en mai 2024 avec Miséricorde, sélectionné dans la catégorie « Cannes Première ». Le film recevra 8 nominations lors de la 50e cérémonie des César, dont meilleur film et meilleur réalisateur.
Il est artiste associé à l'occasion de la deuxième édition du festival de création contemporaine, le Nouveau Printemps qui a lieu à Toulouse du 30 mai au 30 juin 2024.

### Vie privée
Ouvertement homosexuel, Alain Guiraudie a abordé à de nombreuses reprises sa sexualité dans son œuvre.

### Prises de position
En mai 2018, Alain Guiraudie est signataire d’une pétition en collaboration avec des personnalités issues du monde de la culture pour boycotter la saison culturelle croisée « France-Israël », qui selon l'objet de la pétition sert de « vitrine » à l'État d'Israël au détriment du peuple palestinien.
En septembre 2018, il co-signe une tribune dans The Guardian en soutien à l’appel des artistes palestiniens à boycotter l’édition 2019 du concours de l’Eurovision qui doit se tenir en Israël.
En mai 2019, il soutient la liste du Parti communiste français menée par Ian Brossat aux élections européennes.
Il co-signe en mai 2019, parmi 1 400 personnalités du monde de la culture, la tribune « Nous ne sommes pas dupes ! », publiée dans le journal Libération, pour soutenir le mouvement des Gilets jaunes et affirmant que « Les gilets jaunes, c'est nous ».
Il déclare en janvier 2022 lors d'un entretien avec Hervé Aubron : « J'ai toujours ma carte du Parti communiste, mais je ne vais plus aux réunions. J'y suis encore parce que ça me paraît toujours ce qu'il y a de plus intéressant politiquement ». La même année, il soutient, avec plus de 2000 personnalités du monde du spectacle, la candidature de Jean-Luc Mélenchon lors du premier tour de l'élection présidentielle.

## Filmographie
Sauf indication contraire, les informations mentionnées dans cette section peuvent être confirmées par les bases de données cinématographiques IMDb et Allociné,  présentes dans la section « Liens externes ».

### Réalisateur et scénariste

#### Courts et moyens métrages
- 1990 : Les héros sont immortels
- 1995 : Tout droit jusqu'au matin (sorti en 2001 selon Imdb)
- 1997 : La Force des choses
- 2001 : Du soleil pour les gueux
- 2001 : Ce vieux rêve qui bouge
- 2007 : On m'a volé mon adolescence (téléfilm de la collection C'est votre histoire)

#### Longs métrages
- 2003 : Pas de repos pour les braves
- 2005 : Voici venu le temps
- 2009 : Le Roi de l'évasion
- 2013 : L'Inconnu du lac
- 2016 : Rester vertical
- 2022 : Viens je t'emmène
- 2024 : Miséricorde

### Acteur
- 1990 : Les héros sont immortels (court métrage) de lui-même
- 1993 : Les Yeux au plafond (court métrage) de Mathieu Amalric
- 2001 : Du soleil pour les gueux (moyen métrage) de lui-même : Djema Gaouda Lon
- 2002 : Un petit cas de conscience de Marie-Claude Treilhou : Mario
- 2013 : L'Inconnu du lac de lui-même : l'ami de Philippe (non crédité)

## Publications
- 2014 : Ici commence la nuit, P.O.L
- 2021 : Rabalaïre, P.O.L[15]
- 2024 : Pour les siècles des siècles, P.O.L

## Distinctions
Sauf indication contraire, les informations mentionnées dans cette section peuvent être confirmées par les bases de données cinématographiques IMDb et Allociné,  présentes dans la section « Liens externes ».

### Récompenses
- Prix Jean-Vigo 2001 pour Ce vieux rêve qui bouge
- Prix de l'Âge d'or 2009 pour Le Roi de l'évasion
- Festival de Cannes 2013 :
  - Prix de la mise en scène de la section Un certain regard pour L'Inconnu du lac
  - Queer Palm pour L'Inconnu du lac
- Prix Sade 2014 pour son roman Ici commence la nuit[16]
- Prix JesusParadis 2022 pour son roman Rabalaïre[17]

## Box-office
| Film                                | France          |
| ----------------------------------- | --------------- |
| Du soleil pour les gueux (2001)     | 2 250 entrées   |
| Ce vieux rêve qui bouge (2001)      | 5 428 entrées   |
| Pas de repos pour les braves (2003) | 13 709 entrées  |
| Voici venu le temps (2005)          | 8 524 entrées   |
| Le Roi de l'évasion (2009)          | 35 512 entrées  |
| L'Inconnu du lac (2013)             | 241 426 entrées |
| Rester vertical (2016)              | 81 930 entrées  |
| Viens, je t'emmène (2022)           | 55 493 entrées  |
| Miséricorde (2024)                  | 228 841 entrées |

- Source : lumiere.obs.coe.int.